# Arizelocichla montanus
Arizelocichla montanus là một loài chim trong họ Pycnonotidae.